# 청학동 (인천)
청학동(靑鶴洞)은 대한민국 인천광역시 연수구에 있는 행정동, 법정동이다. 연경산과 청량산 사이에 위치한 뛰어난 자연경관을 자랑으로 여기는 지역이다.

## 개요
청학동은 본래 인천부 먼우금이란 지역으로 1914년 행정구역 폐합에 따라 청릉, 뒷골, 물푸레골, 안골, 옥터를 병합하여 청릉과 문학산의 이름을 따서 ‘청학리’라 하여 부천군 문학면에 편입되었는데 1940년 4월 1일 제2차 인천부역 확장때 다시 인천부에 편입되어 일본식으로 청학정이라 하였는데 해방후 동명 개정으로 1946년 1월 1일부터 청학동이 되었다.

## 아파트
| 단지명       | 건설사       | 시행사                  | 주소              | 입주       | 비고              |
| ------------ | ------------ | ----------------------- | ----------------- | ---------- | ----------------- |
| 용담마을     | 한주개발㈜   | 인천직할시 종합건설본부 | 연수구 용담로 25  | 1994년 9월 |                   |
| 연수하나 1차 | 한국공영㈜   | 한국공영㈜              | 연수구 용담로 14  | 1995년 3월 | 2차는 동춘동 소재 |
| 청학 현대    | 현대산업개발 | 대동주택종합건설㈜      | 연수구 계림로 111 | 2000년 6월 |                   |

## 교육
- 청학공업고등학교
- 함박중학교
- 청학중학교
- 청학초등학교
- 청학문화센터

## 문화재
- 청량산 외국인 묘지

## 사진
행정복지센터가 연수구 비류대로 287로 이전하여 신청사가 만들어졌다.

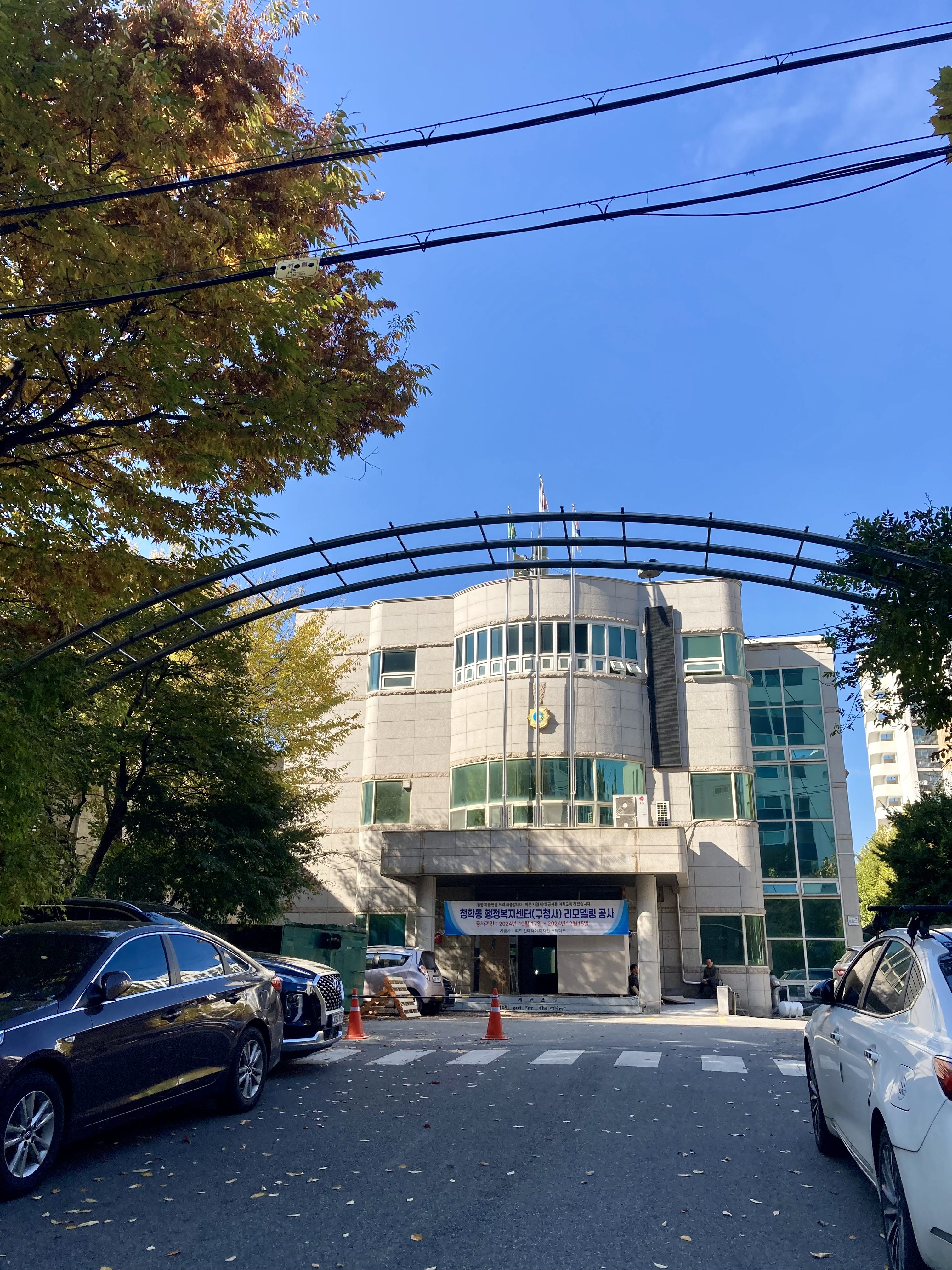
(구)주민센터
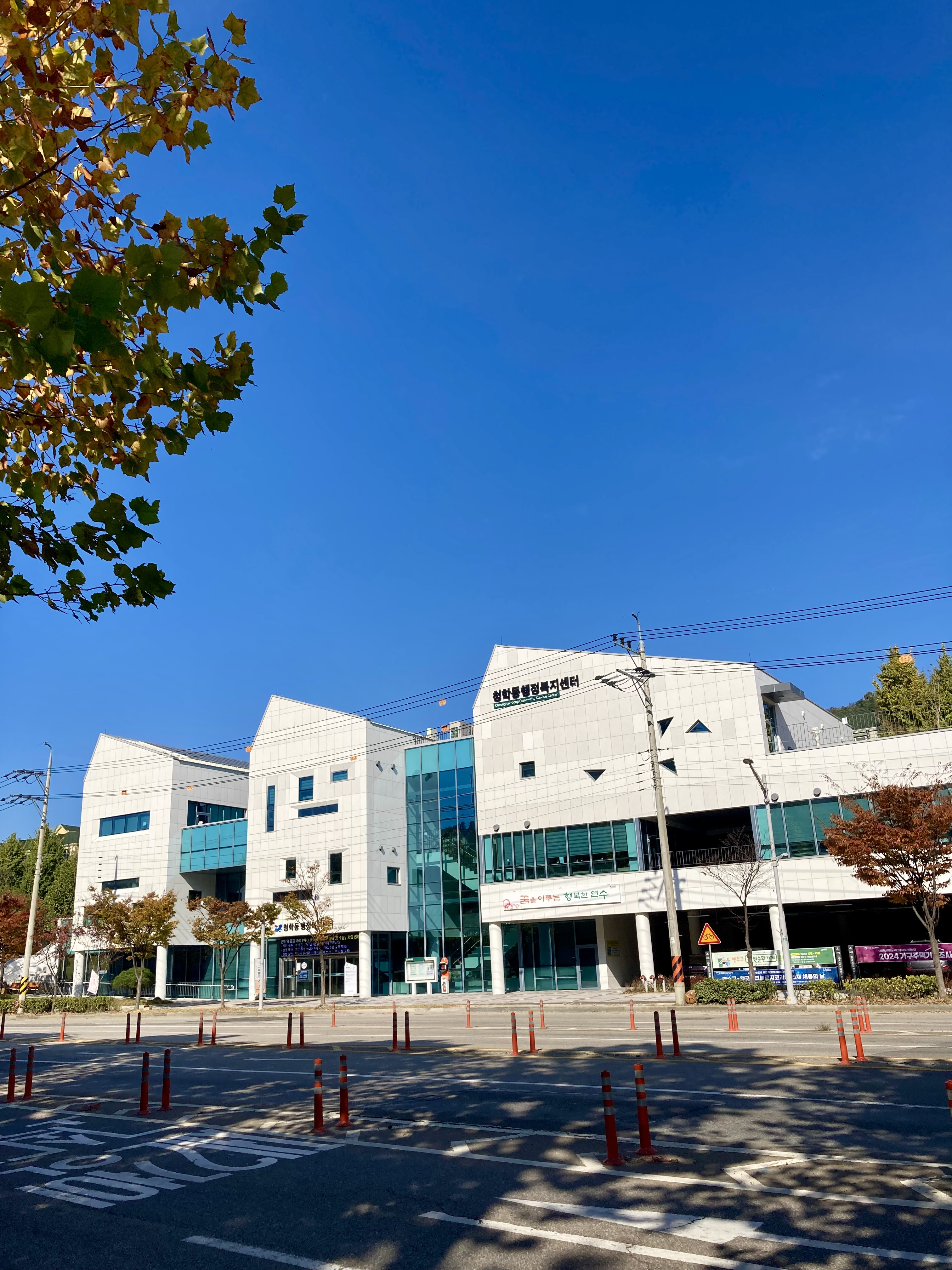
청학동행정복지센터
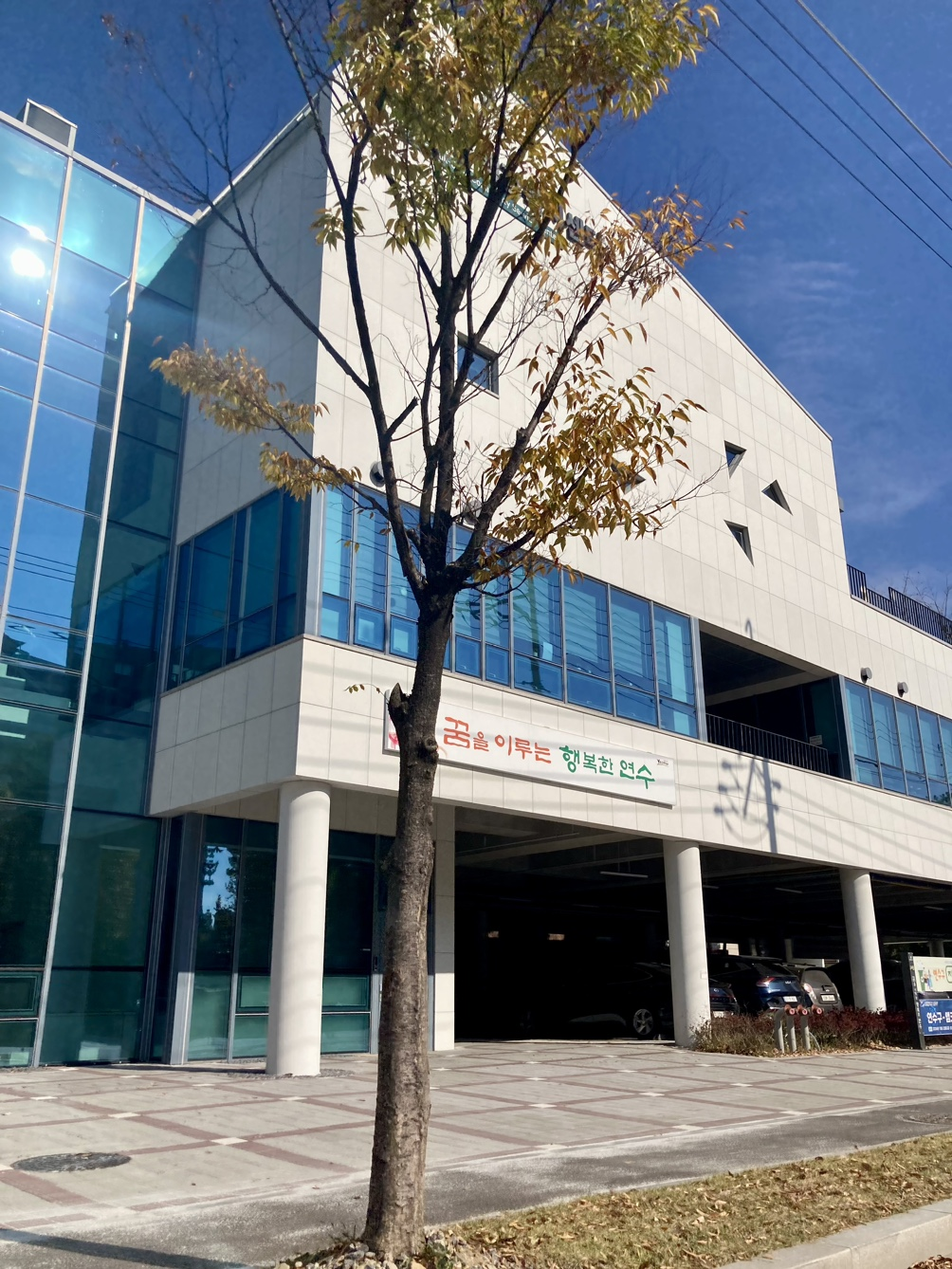
청학동행정복지센터
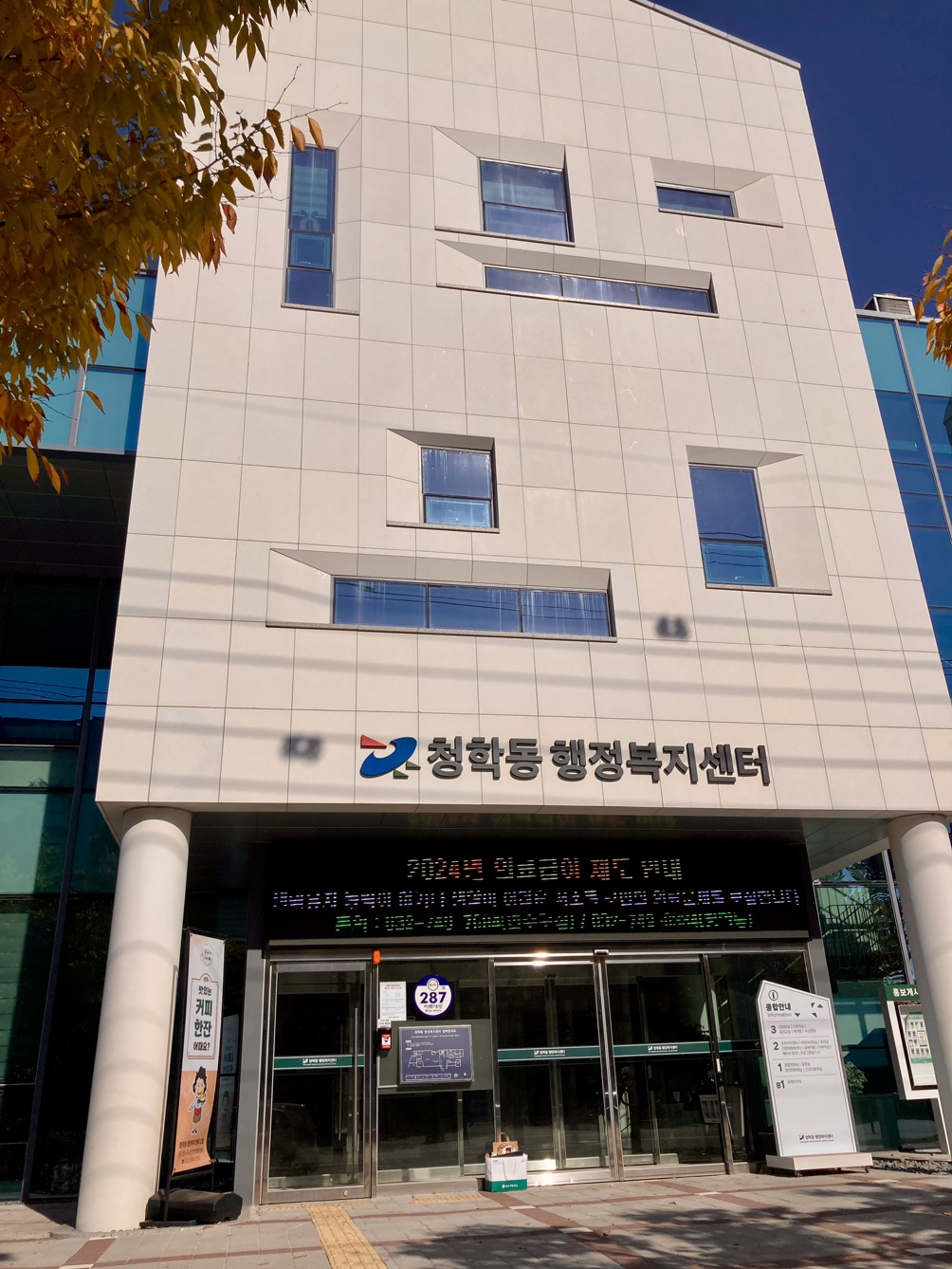
청학동행정복지센터
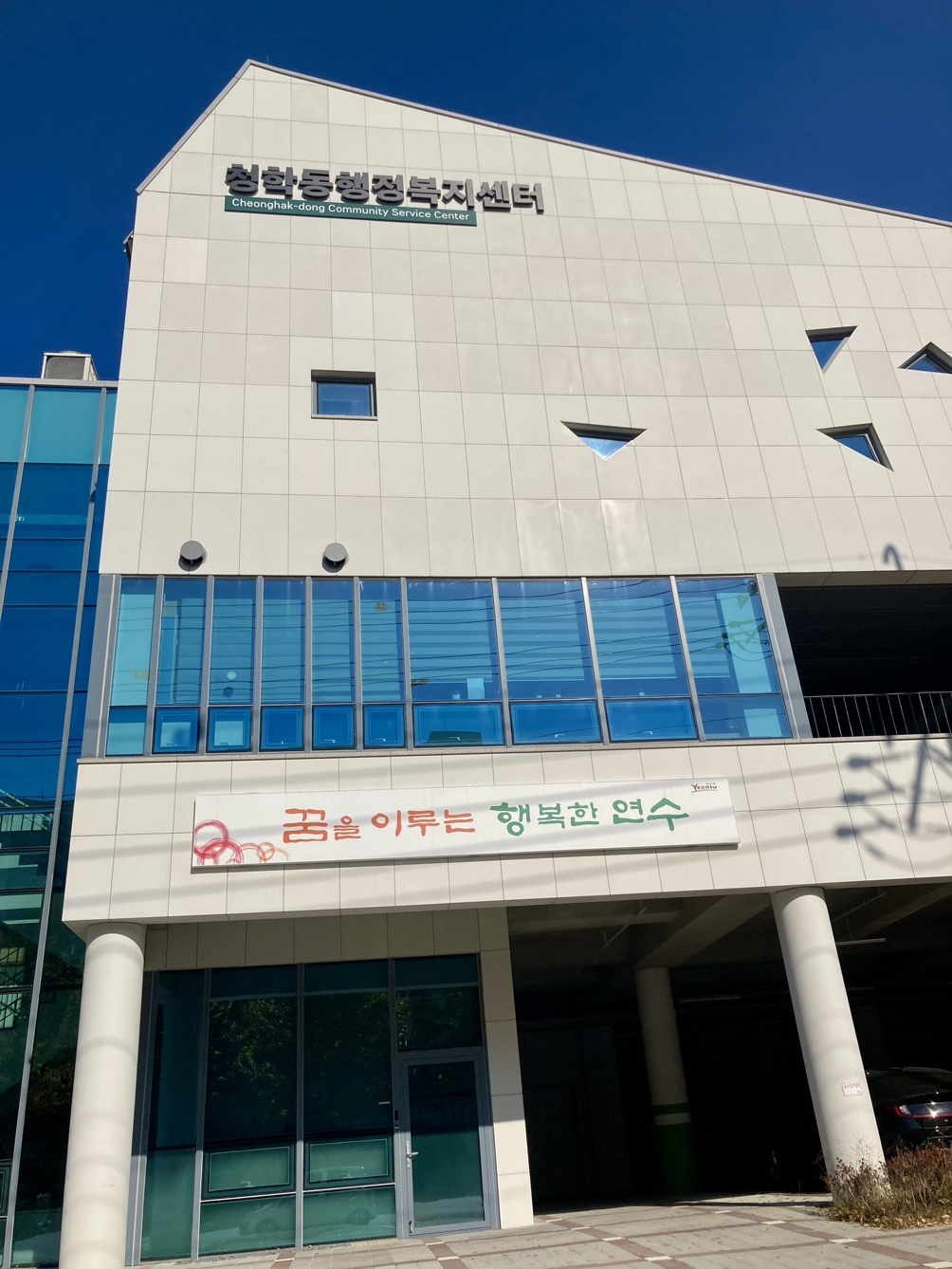
청학동행정복지센터
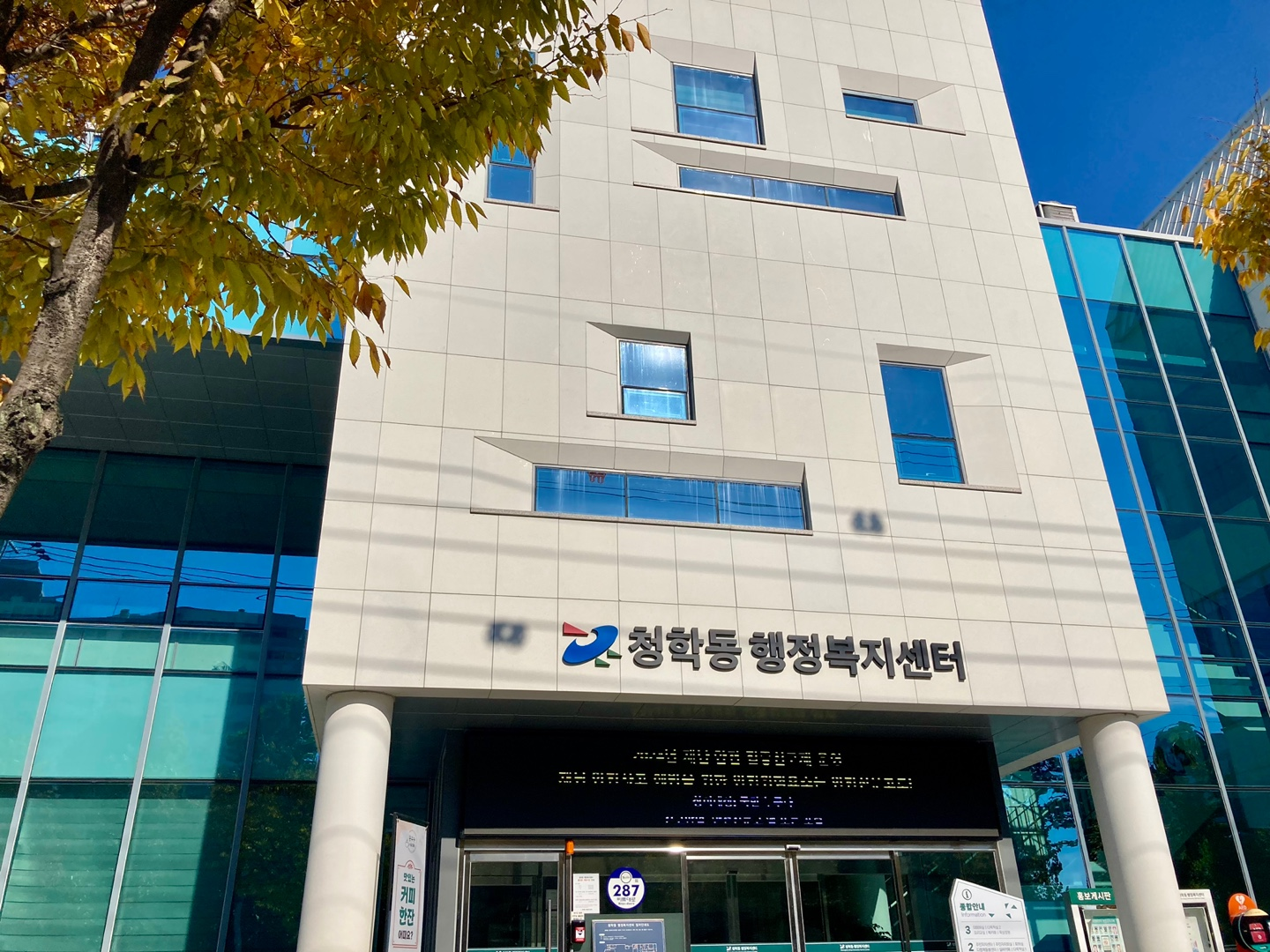
청학동행정복지센터